# Богородське (Ульчський район)
Тенча, офіційна назва Богоро́дське (улц. Тенча, рос. Богородское) — село у складі Ульчського району Хабаровського краю, Росія. Адміністративний центр та єдиний населений пункт Богородського сільського поселення.

## Населення
Населення — 3900 осіб (2010; 4232 у 2002).
Національний склад (станом на 2002 рік):
- росіяни — 82 %